# Ça tourne à Manhattan
Pour plus de détails, voir Fiche technique et Distribution.
Ça tourne à Manhattan (Living in Oblivion) est un film américain réalisé par Tom DiCillo sorti en 1995.

## Synopsis
Les affres du tournage d'un film indépendant à petit budget, oscillant entre rêves et réalité, entre noir et blanc et couleur, entre acteurs pathétiques, ambitieux et narcissiques, et réalisateur débordé.

## Fiche technique
- Titre français : Ça tourne à Manhattan
- Titre original : Living in Oblivion
- Réalisation et scénario : Tom DiCillo
- Musique : Jim Farmer[1]
- Photographie : Frank Prinzi
- Montage : Dana Congdon et Camilia Toniolo
- Producteurs : Michael Griffiths, Marcus Viscidi et Hilary Gilford
- Coproducteur : Meredith Zamsky
- Producteur exécutif : Hilary Gilford
- Coproducteurs exécutifs : Robert M. Sertner et Frank von Zerneck
- Producteurs associés : Jane Gil, Dermot Mulroney et Danielle von Zerneck
- Distribution des rôles : Marcia Shulman
- Création des décors : Stephanie Carroll et Thérèse DePrez
- Direction artistique : Janine Michelle et Scott Pask
- Création des costumes : Ellen Lutter
- Sociétés de production : Lemon-Sky, USA
- Budget : 500 000 $
- Pays :  États-Unis
- Format : Couleur et noir et blanc
- Genre : Comédie dramatique
- Durée : 90 minutes
- Année de production : 1994
- Dates de sortie en salles :
  -  États-Unis : 21 juin 1995
  -  France : 13 septembre 1995

## Distribution
- Steve Buscemi (VF : Gérard Darier[2]) : Nick Reve (le réalisateur)
- Catherine Keener (VF : Carole Franck[2]) : Nicole Springer (l'actrice)
- Dermot Mulroney : Wolf (le cadreur)
- Kevin Corrigan : L'assistant caméra
- James LeGros (VF : Emmanuel Curtil[2]) : Chad Palomino (l'acteur)
- Danielle von Zerneck (VF : Martine Irzenski[2]) : Wanda
- Rica Martens : Cora Reve, la mère de Nick
- Peter Dinklage : Tito
- Hilary Gilford : La script-girl

## Distinctions
- Festival du film américain de Deauville 1995 : Grand prix[3]
- Festival du film américain de Deauville 1995 : Prix du public[3]
- Festival du film de Sundance 1995 : Prix Waldo Salt du scénario[3]